# Creole Nghi Lan
Creole Nghi Lan (tiếng Anh: Yilan Creole Japanese, tiếng Nhật: 宜蘭クレオール, đã Latinh hoá: Giran kureōru) hay tiếng Hàn Khê (tiếng Nhật: 寒溪語, đã Latinh hoá: Kankeigo) là một creole dựa trên tiếng Nhật nói ở Đài Loan. Nó hình thành vào thập niên 1930-40, khi xảy ra sự tiếp xúc giữa thực dân Nhật Bản với người Atayal bản xứ ở mạn nam Nghi Lan. Cấu trúc khối từ vựng creole Nghi Lan ở một người nói sinh năm 1974 là khoảng 70% tiếng Nhật-30% tiếng Atayal, song ngữ pháp thì không quá giống với của hai ngôn ngữ mẹ.
Người bản ngữ tiếng Nhật lẫn tiếng Atayal đều không thể thông hiểu creole này. Creole này được Giản Nguyệt Chân và Sanada Shinji "phát hiện" năm 2006. Sanada và Giản là người đặt cho nó cái tên Yilan Creole, theo tên nơi mà nó hiện diện. Ngôn ngữ chính thức của Đài Loan là Quan thoại hiện đang đe doạ sự tồn tại của creole Nghi Lan.

## Lịch sử
Đài Loan nằm dưới quản lý của Nhật Bản kể từ sau hiệp ước Shimonoseki năm 1895 cho đến năm 1945. Thời gian Nhật Bản cai trị hòn đảo này là khoảng 50 năm. Vào gần cuối thời kỳ này, Đế quốc Nhật Bản bắt đầu thực hiện chính sách đồng hoá người Đài Loan. Theo sau sự tiếp xúc giữa tiếng Atayal và tiếng Nhật, creole Nghi Lan hình thành. Người Đài Loan phải theo học trường dạy đơn ngữ bằng tiếng Nhật và đến năm 1944 thì hơn 77% người Đài Loan đã có thể nói tiếng Nhật.  Chính phủ đế quốc Nhật Bản còn chủ trương cải cách ngôn ngữ, thay đổi tên họ và áp đặt một số luật lệ về tập quán xã hội đối với người dân Đài Loan. Một bộ phận người Đài Loan đến nay vẫn thành thạo tiếng Nhật và đôi lúc nó còn đóng vai trò lingua franca. Dù chính quyền Đài Loan tìm cách xoá bỏ ảnh hưởng Nhật Bản sau khi Nhật đầu hàng năm 1945, tác động của Nhật Bản lên ngôn ngữ, văn hoá Đài Loan vẫn còn rõ nét.

Vị trí của Nghi Lan trên đảo Đài Loan

Thứ tiếng Nhật mà người Atayal nói mang yếu tố tiếng Atayal, dần dần trở thành một pidgin trước khi trở thành creole. Ngôn ngữ này hiện là creole dựa trên tiếng Nhật duy nhất ở Đài Loan.

## Phân bố và tình trạng
Creole này được nói ở huyện Nghi Lan tại miền đông Đài Loan, chủ yếu ở các làng Đông Nhạc (東岳), Kim Dương (金洋), Áo Hoa (澳花), Hàn Khê (寒溪); dạng creole Nghi Lan ở mỗi làng có nét khác biệt với nhau. Dù không rõ số người nói creole Nghi Lan, con số này khó mà vượt qua tổng dân số bốn làng (khoảng 3.000 người). Số người nói có thể nằm trong khoảng 2.000-3.000 người. Tuy người từ mọi lứa tuổi vẫn sử dụng ngôn ngữ này, creole Nghi Lan vẫn chịu đe doạ do giới trẻ ngày một ít tiếp xúc với nó. Trong khi người già có khi không thông thạo Quan thoại thì giới trẻ luôn quen dùng Quan thoại hơn.
Đến nay, tiếng Nhật vẫn có ảnh hưởng nhất định trong xã hội Đài Loan. Những trang web tiếng Nhật vẫn thường được người Đài Loan truy cập và "ít có nước nào cho ra nhiều thông tin bằng tiếng Nhật như Đài Loan". Có thể thấy sự hiện diện của biển quảng cáo tiếng Nhật, cùng với ký tự hiragana の "no" ở Đài Loan. Công dân Đài Loan được giáo dục bằng tiếng Nhật thời thuộc địa đến nay vẫn có thể nói ngôn ngữ này.
Trải qua ba thế hệ người nói creole Nghi Lan, thế hệ đầu và thứ hai cho thấy khả năng sử dụng creole hơn hẳn thế hệ thứ ba. Ở làng Đông Nhạc, giới trẻ đã không còn nói creole Nghi Lan, trong khi tình hình ở Áo Hoa thì có sáng sủa hơn. Với việc di sản Ayatal "trong sáng" và "truyền thống" dần được chú trọng, thứ tiếng creole Nghi Lan mang đầy yếu tố tiếng Nhật đã bị loạt bỏ khỏi giáo dục. Điều này càng làm thúc đẩy sự lan toả của Quan thoại và sự xa lánh creole Nghi Lan với người trẻ tuổi. Trong khi người lớn tuổi nói tiếng Nhật hay creole Nghi Lan với người cùng trang lứa, họ chuyển sang dùng tiếng Atayal hay Quan thoại pha với creole Nghi Lan khi nói chuyện với người trẻ tuổi; giới trẻ thì có xu hướng nói Quan thoại với người cùng trang lứa, còn khi nói với người lớn tuổi thì có thể nói creole.

## Âm vị học

### Phụ âm
Creole Nghi Lan có hệ thống 22 phụ âm, thừa hưởng từ tiếng Nhật và tiếng Atayal. Ký tự ký âm khi viết được để trong ngoặc khi nó khác với ký hiệu IPA.
|         | Môi | Chân răng | Chân răng-vòm | Vòm   | Ngạc mềm | Thanh hầu |
| ------- | --- | --------- | ------------- | ----- | -------- | --------- |
| Mũi     | m   | n         |               |       | ŋ <ng>   |           |
| Tắc     | p b | t d       |               |       | k ɡ      | ʔ <’>     |
| Xát     |     | s z       | ɕ <s>         |       | x        | h         |
| Tắc xát |     | t͡s <t>    | t͡ɕ <t> d͡ʑ <z> |       |          |           |
| Lướt    |     |           |               | j <y> | w        |           |
| Nước    |     | r l       |               |       |          |           |

Creole Nghi Lan thừa hưởng từ tiếng Nhật ba âm tắc hữu thanh [b], [d], [g], âm xát chân răng hữu thanh [z], âm xát chân răng-vòm vô thanh [ɕ], âm tắc xát chân răng [ts], hai âm tắc xát chân răng-vòm [tɕ] và [dʑ]. Nó không có âm xát đôi môi [ɸ] hay âm mũi lưỡi gà [ɴ] như tiếng Nhật.
Creole Nghi Lan thừa hưởng từ tiếng Atayal âm tắc thanh hầu [ʔ], âm nước chân răng [l] và âm xát ngạc mềm [x]. Nó không có âm tắc lưỡi gà [q] của tiếng Atayal. Một số điểm khác mà creole Nghi Lan tiếp nhận từ tiếng Atayal: [t] và [k] có thể nằm ở cuối từ, âm mũi ngạc mềm [ŋ] xuất hiện ở cả đầu và cuối từ và ba âm xát [s], [x], [h] có thể hiện diện ở cuối từ. Trong một số từ tiếng Nhật, [l] thế chỗ [r], như suware trở thành suwale ‘ngồi’. [l] cũng thế chỗ [d] ở một số từ tiếng Nhật, chẳng hạn kyōdai trở thành kyōlai ‘anh em’.

### Nguyên âm
Hệ thống nguyên âm creole Nghi Lan gồm /a i u e o/ (mà cả tiếng Nhật và Atayal có chung), cùng với /ə/ thừa hưởng từ riêng tiếng Atayal. Tuy nhiên, /u/ trong creole Nghi Lan giống [u] tròn môi tiếng Atayal hơn là [ɯ] không tròn môi của tiếng Nhật.
Nguyên âm dài và phụ âm gấp đôi tiếng Nhật thường được rút ngắn trong creole Nghi Lan, chẳng hạn gakkō ‘trường học’ trở thành gako ‘trường học’ trong creole Nghi Lan.

### Nhấn âm
Như tiếng Atayal, âm tiết được nhấn là âm tiết cuối cùng của từ.